# Karolína Reuss-Greiz
Karolína Reuss-Greiz (Karolína Alžběta Ida; 13. července 1884, Greiz – 17. ledna 1905, Meiningen) byla jako první manželka velkovévody Viléma Arnošta sasko-výmarsko-eisenašskou velkovévodkyní.

## Život

### Původ a rodina
Karolína se narodila jako dcera Jindřicha XXII., vládnoucího knížete Reuss-Greiz, a jeho manželky Idy, dcery knížete Adolfa I. ze Schaumburg-Lippe a Hermíny Waldecko-Pyrmontské. Matka Karolíně zemřela v roce 1891, když jí bylo sedm let, otec zemřel v roce 1902. Měla jediného bratra Jindřicha XXIV. z Reussu, který však nebyl schopen vládnout kvůli fyzickým a duševním nemocem, které byly důsledkem jeho nehody v dětství. Moc tak po otcově smrti přešla na bratrance Jindřicha XIV. z mladší linie. Karolínina sestra Hermína se v roce 1922 stala druhou manželkou vyhnaného německého císaře Viléma II.

### Manželství
Dne 10. prosince 1902 bylo oznámeno zasnoubení osmnáctileté Karolíny s o osm let starším Vilémem Arnoštem, od roku 1901 vládnoucím sasko-výmarsko-eisenašským velkovévodou. Pár byl oddán 30. dubna 1903 na zámku Buckeburgu, domově jejího strýce. Karolína byla údajně velmi proti sňatku; v poslední vteřině svatby se pokusila ustoupit, ale císař Vilém II. a císařovna Augusta Viktorie ji donutili, aby ve svatbě pokračovala. Karolína na sobě měla šaty z bílého saténu zdobené krajkou; svatby se zúčastnil její strýc Jiří ze Schaumburg-Lippe, bratranec Jindřich XIV. Reuss, stejně tak matka Viléma Arnošta Pavlína Sasko-Výmarsko-Eisenašská. Pozvání přijala také ženichova sestřenice královna Vilemína Nizozemská s manželem.

### Život u výmarského dvora
Manželství bylo nešťastné, Karolína považovala přísnou výmarskou dvorskou etiketu za nesnesitelnou. Dvůr byl obecně považován za jeden z nejdusnějších a nejvíce řízených etiketou v Německu. Jeden zdroj uvedl:

"Zahaluje tam urozené členy do druhu zajetí, a zatímco velkovévoda se k tomu propůjčuje a je příliš konzervativní na to, aby připustil jakoukoli změnu, drtí svými omezeními temperamentnější členy rodiny."

Její manžel byl popisován jako:

"Jeden z nejbohatších panovníků v Evropě; flegmatický, dobře vychovaný, prodchnutý velkou pýchou rodu a přísným smyslem pro to, co patří pomazaným Páně. Je také jedním z nejuznávanějších a nejslušnějších německých panovníků...velkovévoda je velmi nudný a jeho dvůr a prostředí odráží jeho povahu v tomto ohledu do té míry, že se Výmar stal nejpochmurnějším hlavním městem v Evropě."

Karolína vyvolala skandál tím, že hledala útočiště ve Švýcarsku; její manžel ji brzy následoval, proto bylo jasné, že z manželství neutekla, ale místo toho se prostě snažila být daleko od svého doprovodu ve Výmaru. Nakonec byla přesvědčena k návratu, ale brzy začala ztrácet zdraví a propadla melancholii. Karolína zemřela osmnáct měsíců po svatbě, 17. ledna 1905 za nejasných okolností. Oficiální příčinou úmrtí byl zápal plic následovaný chřipkou; jiné zdroje však navrhovaly, že šlo o sebevraždu. Pár spolu neměl žádné děti. Karolína byla posledním členem sasko-výmarského rodu pohřbeným v královské rodinné kryptě Weimarer Fürstengruft. Vilém Arnošt se později znovu oženil s Feodorou Sasko-Meiningenskou.

## Vývod z předků
|                   |                                                |  |                               |                                                      |  |  |  |  |  |  |  | Jindřich XI. Reuss z Greizu |
|                   |                                                |  |                               |                                                      |  |  |  |  |  |  |  |                             |
|                   | Jindřich XIII. Reuss z Greizu                  |  |                               |                                                      |  |  |  |  |  |  |  |                             |
|                   |                                                |  |                               |                                                      |  |  |  |  |  |  |  |                             |
|                   |                                                |  |                               | Konradina Reussko-Kostritzská                        |  |  |  |  |  |  |  |                             |
|                   |                                                |  |                               |                                                      |  |  |  |  |  |  |  |                             |
|                   | Jindřich XX. Reuss z Greizu                    |  |                               |                                                      |  |  |  |  |  |  |  |                             |
|                   |                                                |  |                               |                                                      |  |  |  |  |  |  |  |                             |
|                   |                                                |  |                               | Karel Kristián Nasavsko-Weilburský                   |  |  |  |  |  |  |  |                             |
|                   |                                                |  |                               |                                                      |  |  |  |  |  |  |  |                             |
|                   | Vilhelmína Louisa Nasavsko-Weilburská          |  |                               |                                                      |  |  |  |  |  |  |  |                             |
|                   |                                                |  |                               |                                                      |  |  |  |  |  |  |  |                             |
|                   |                                                |  |                               | Karolína Oranžsko-Nassavská                          |  |  |  |  |  |  |  |                             |
|                   |                                                |  |                               |                                                      |  |  |  |  |  |  |  |                             |
|                   | Jindřich XXII. Reuss z Greizu                  |  |                               |                                                      |  |  |  |  |  |  |  |                             |
|                   |                                                |  |                               |                                                      |  |  |  |  |  |  |  |                             |
|                   |                                                |  |                               | Fridrich V. Hesensko-Homburský                       |  |  |  |  |  |  |  |                             |
|                   |                                                |  |                               |                                                      |  |  |  |  |  |  |  |                             |
|                   | Gustav Adolf Bedřich Hesensko-Homburský        |  |                               |                                                      |  |  |  |  |  |  |  |                             |
|                   |                                                |  |                               |                                                      |  |  |  |  |  |  |  |                             |
|                   |                                                |  |                               | Karolína Hesensko-Darmstadtská                       |  |  |  |  |  |  |  |                             |
|                   |                                                |  |                               |                                                      |  |  |  |  |  |  |  |                             |
|                   | Karolína Hesensko-Homburská                    |  |                               |                                                      |  |  |  |  |  |  |  |                             |
|                   |                                                |  |                               |                                                      |  |  |  |  |  |  |  |                             |
|                   |                                                |  |                               | Fridrich Anhaltsko-Desavský                          |  |  |  |  |  |  |  |                             |
|                   |                                                |  |                               |                                                      |  |  |  |  |  |  |  |                             |
|                   | Luisa Anhaltsko-Desavská                       |  |                               |                                                      |  |  |  |  |  |  |  |                             |
|                   |                                                |  |                               |                                                      |  |  |  |  |  |  |  |                             |
|                   |                                                |  |                               | Amálie Hesensko-Homburská                            |  |  |  |  |  |  |  |                             |
|                   |                                                |  |                               |                                                      |  |  |  |  |  |  |  |                             |
| Karolína z Reussu |                                                |  |                               |                                                      |  |  |  |  |  |  |  |                             |
|                   |                                                |  |                               |                                                      |  |  |  |  |  |  |  |                             |
|                   |                                                |  | Filip II. ze Schaumburg-Lippe |                                                      |  |  |  |  |  |  |  |                             |
|                   |                                                |  |                               |                                                      |  |  |  |  |  |  |  |                             |
|                   | Jiří Vilém ze Schaumburg-Lippe                 |  |                               |                                                      |  |  |  |  |  |  |  |                             |
|                   |                                                |  |                               |                                                      |  |  |  |  |  |  |  |                             |
|                   |                                                |  |                               | Juliana Hesensko-Philippsthalská                     |  |  |  |  |  |  |  |                             |
|                   |                                                |  |                               |                                                      |  |  |  |  |  |  |  |                             |
|                   | Adolf I. ze Schaumburg-Lippe                   |  |                               |                                                      |  |  |  |  |  |  |  |                             |
|                   |                                                |  |                               |                                                      |  |  |  |  |  |  |  |                             |
|                   |                                                |  |                               | Jiří I. Waldecko-Pyrmontský                          |  |  |  |  |  |  |  |                             |
|                   |                                                |  |                               |                                                      |  |  |  |  |  |  |  |                             |
|                   | Ida Waldecko-Pyrmontská                        |  |                               |                                                      |  |  |  |  |  |  |  |                             |
|                   |                                                |  |                               |                                                      |  |  |  |  |  |  |  |                             |
|                   |                                                |  |                               | Augusta Schwarzbursko-Sondershausenská               |  |  |  |  |  |  |  |                             |
|                   |                                                |  |                               |                                                      |  |  |  |  |  |  |  |                             |
|                   | Ida ze Schaumburg-Lippe                        |  |                               |                                                      |  |  |  |  |  |  |  |                             |
|                   |                                                |  |                               |                                                      |  |  |  |  |  |  |  |                             |
|                   |                                                |  |                               | Jiří I. Waldecko-Pyrmontský                          |  |  |  |  |  |  |  |                             |
|                   |                                                |  |                               |                                                      |  |  |  |  |  |  |  |                             |
|                   | Jiří II. Waldecko-Pyrmontský                   |  |                               |                                                      |  |  |  |  |  |  |  |                             |
|                   |                                                |  |                               |                                                      |  |  |  |  |  |  |  |                             |
|                   |                                                |  |                               | Augusta Schwarzbursko-Sondershausenská               |  |  |  |  |  |  |  |                             |
|                   |                                                |  |                               |                                                      |  |  |  |  |  |  |  |                             |
|                   | Hermína Waldecko-Pyrmontská                    |  |                               |                                                      |  |  |  |  |  |  |  |                             |
|                   |                                                |  |                               |                                                      |  |  |  |  |  |  |  |                             |
|                   |                                                |  |                               | Victor II, Prince of Anhalt-Bernburg-Schaumburg-Hoym |  |  |  |  |  |  |  |                             |
|                   |                                                |  |                               |                                                      |  |  |  |  |  |  |  |                             |
|                   | Emma Anhaltsko-Bernbursko-Schaumbursko-Hoymská |  |                               |                                                      |  |  |  |  |  |  |  |                             |
|                   |                                                |  |                               |                                                      |  |  |  |  |  |  |  |                             |
|                   |                                                |  |                               | Amálie Šarlota Vilhelmína Louisa Nasavsko-Weilburská |  |  |  |  |  |  |  |                             |
|                   |                                                |  |                               |                                                      |  |  |  |  |  |  |  |                             |